# Rasbora rubrodorsalis
Rasbora rubrodorsalis is een straalvinnige vissensoort uit de familie van de eigenlijke karpers (Cyprinidae). De wetenschappelijke naam van de soort is voor het eerst geldig gepubliceerd in 1997 door Donoso-Büchner & Schmidt.